# FK Renova Džepčište
Maillots
Le Fudbalski Klub Renova Džepčište (en macédonien : фудбалски клуб Ренова Џепчиште, et en albanais : Klubi Futbollit Renova Xhepçisht), plus couramment abrégé en Renova Džepčište, est un club macédonien de football fondé en 2002 et basé dans la ville de  Džepčište.

## Histoire
Le FK Renova a été créé par des membres de la communauté albanaise de Džepčište, mais est multi-ethnique et est supporté par les deux communautés de la ville (albanais et macédoniens).
Avant le début de la saison 2022-2023, le Renova Džepčište se retire de la compétition pour raisons financières.

### Rivalité
Le Renova Džepčište entretient une rivalité avec l'équipe du KF Shkëndija (équipe des albanais du pays), ainsi qu'avec l'équipe du Teteks Tetovo (équipe des macédoniens).

## Bilan sportif

### Palmarès
| Compétitions nationales                                                                                  |
| --- |
| - Championnat de Macédoine (1) : - Champion : 2009-10. - Coupe de Macédoine (1) : - Vainqueur : 2011-12. |

### Bilan européen
Note : dans les résultats ci-dessous, le score du club est toujours donné en premier
| Saison    | Compétition         | Tour            | Club           | Domicile | Extérieur | Total             |
| --------- | ------------------- | --------------- | -------------- | -------- | --------- | ----------------- |
| 2008      | Coupe Intertoto     | Premier tour    | HNK Rijeka     | 2 - 0    | 0 - 0     | 2 - 0             |
| 2008      | Coupe Intertoto     | Deuxième tour   | Bnei Sakhnin   | 1 - 2    | 0 - 1     | 1 - 3             |
| 2009-2010 | Ligue Europa        | Premier tour Q  | Dinamo Minsk   | 1 - 1    | 1 - 2     | 2 - 3             |
| 2010-2011 | Ligue des champions | Deuxième tour Q | Omonia Nicosie | 0 - 2    | 0 - 3     | 0 - 5             |
| 2011-2012 | Ligue Europa        | Premier tour Q  | Glentoran FC   | 2 - 1    | 1 - 2 ap  | 3 - 3 (2 - 3 tab) |
| 2012-2013 | Ligue Europa        | Premier tour Q  | AC Libertas    | 4 - 0    | 4 - 0     | 8 - 0             |
| 2012-2013 | Ligue Europa        | Deuxième tour Q | FK Homiel      | 0 - 2    | 1 - 0     | 1 - 2             |
| 2015-2016 | Ligue Europa        | Premier tour Q  | Dacia Chișinău | 0 - 1    | 1 - 4     | 1 - 5             |
| 2020-2021 | Ligue Europa        | Premier tour Q  | Alashkert FC   | N/A      | 1 - 0     | 1 - 0             |
| 2020-2021 | Ligue Europa        | Deuxième tour Q | Hajduk Split   | 0 - 1    | N/A       | 0 - 1             |

Légende
- Victoire ou qualification pour le tour suivant
- Match nul
- Défaite ou élimination de la compétition

## Personnalités du club

### Présidents du club
- Qenan Idrizi

### Entraîneurs du club
| - Gani Sejdiu (juin 2005 - décembre 2005) - Toni Jakimovski (7 décembre 2005 - juin 2006) - Zoran Smileski (juillet 2006 - novembre 2006) - Vlatko Kostov (1er décembre 2006 - novembre 2007) - Bylbyl Sokoli (15 novembre 2007 - juin 2008) - Vlatko Kostov (juillet 2008 - 14 juin 2010) - Nexhat Shabani (1er juillet 2010 - 5 novembre 2010) - Bylbyl Sokoli (10 novembre 2010 - 29 juillet 2011) - Bujar Islami (30 juillet 2011 - 22 août 2011) | - Vlatko Kostov (23 août 2011 - 12 août 2012) - Qatip Osmani (22 août 2012 - 1er juin 2017) - Vlatko Kostov (14 juin 2017 - 9 avril 2018) - Agron Memedi & Kushtrim Abdulahu (10 avril 2018 - 20 juin 2018) - Jeton Beqiri (21 juin 2018 - 25 septembre 2018) - Nikola Ilievski (9 octobre 2018 - 30 juin 2019) - Bujar Islami (1er juillet 2019 - ) |

## Logos de l'histoire du club

Logo no 1.